# Tioetere S-metiltransferasi
La tioetere S-metiltransferasi è un enzima appartenente alla classe delle transferasi, che catalizza la seguente reazione:
S-adenosil-L-metionina + dimetil solfuro ⇄ S-adenosil-L-omocisteina + trimetilsolfonio
L'enzima agisce anche sul dimetil selenuro, dimetil tellururo, dietil solfuro, 1,4-ditiano e su molti altri tioeteri.